# Puigvoltor
El Puigvoltor és una muntanya de 596 metres que es troba entre els municipis de Riudecanyes i de Riudecols, a la comarca catalana del Baix Camp.